# Máriapócs Nemzeti Kegyhely

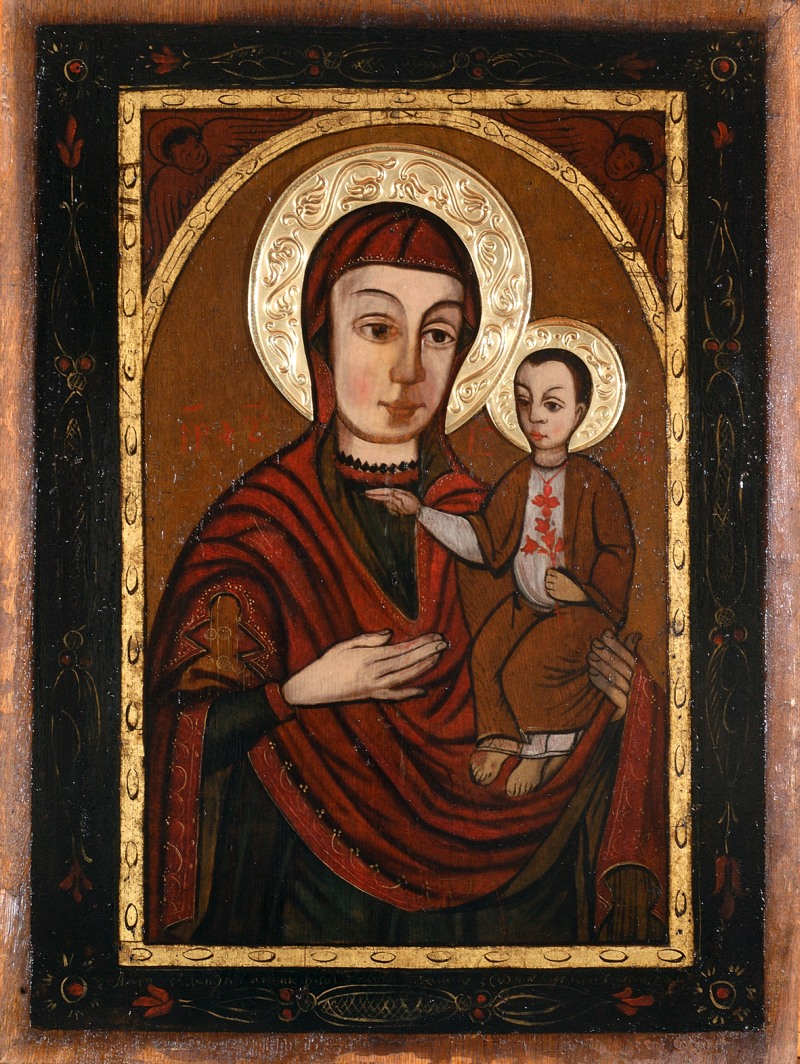
A kegykép

Máriapócs Nemzeti Kegyhely egy görögkatolikus búcsújáróhely, amelyet elsőként nyilvánítottak Nemzeti Kegyhelynek Magyarországon, 2005-ben.

## Földrajzi fekvése
Máriapócs városa az Északkelet-Magyarország régióban található. Vonattal a Nyíregyháza–Mátészalka–Zajta-vasútvonalon érhető el, míg közúton a legfontosabb megközelítési útvonala a Nyíregyháza-Nagykálló-Nyírbátor közti 4911-es út; a környező kisebb települések közül Ófehértó felől a 4927-es, Pócspetri felől a 4928-as, Nyírbogát felől pedig a 4929-es úton érhető el.

### Lokális elhelyezkedése
A város és a központjában fekvő kegyhely aránylag távol esik a vasútállomástól. A kegytemplom körül beépítetlen területek vannak, így népesebb zarándoktömegeket is tud fogadni.

## Könnyező Istenszülő ikonok

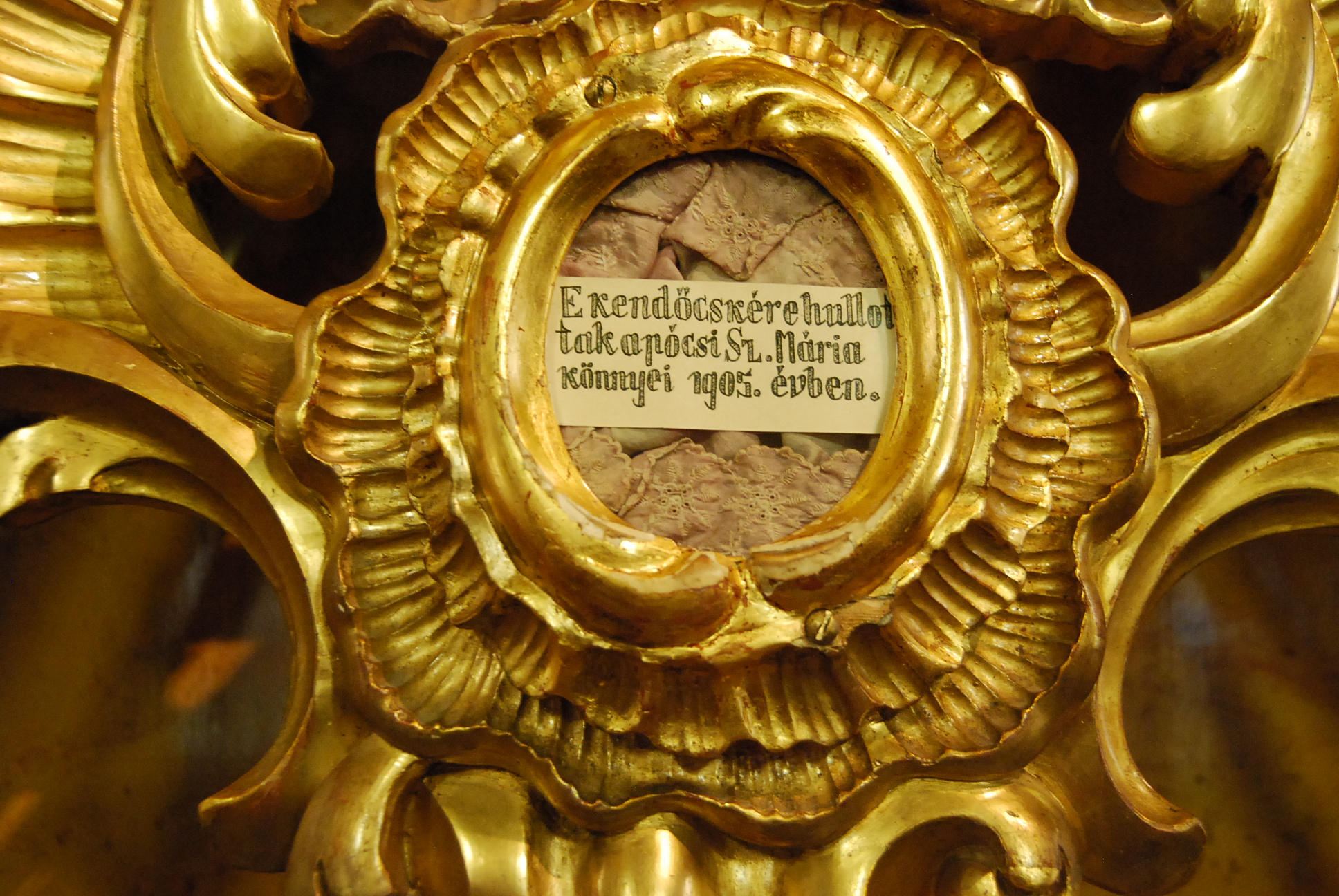
Templomi ereklye, felirata: „E kendőcskére hullottak a pócsi Sz. Mária könnyei 1905. évben.”

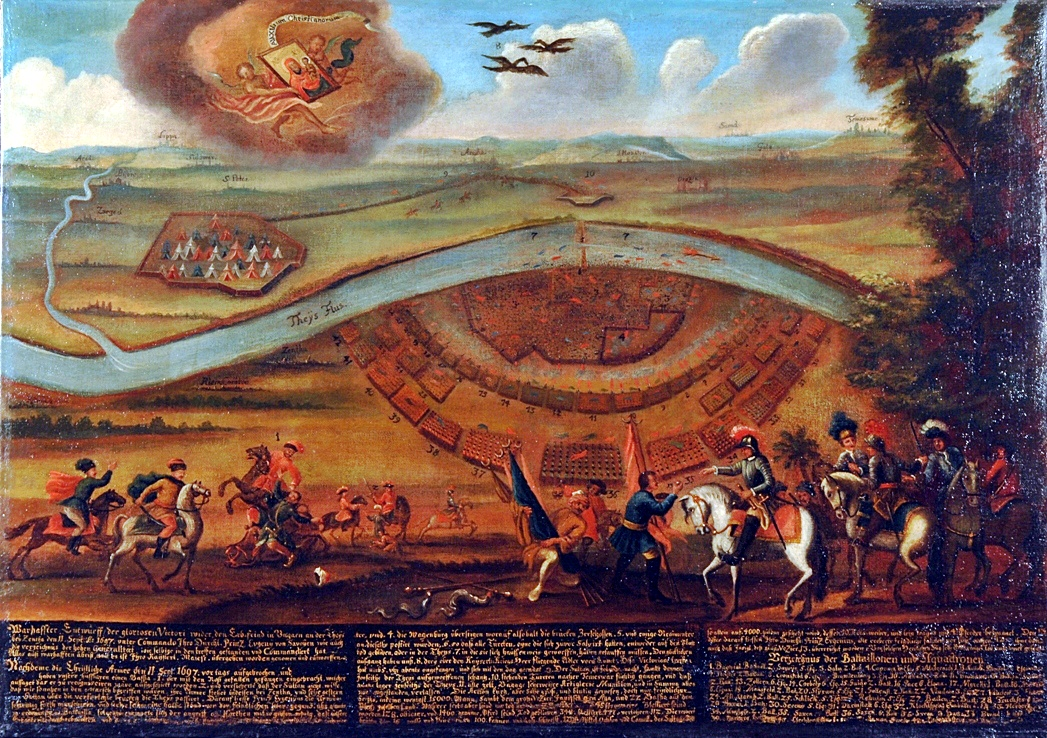
A zentai csata 1697-ben és a máriapócsi kegykép (Pötscher Madonna). I. Lipót a településnek küldött bullájában elismerte, hogy a török kiűzése szempontjából kulcsfontosságú zentai győzelem Szűz Mária közbenjárásának volt köszönhető

A Nemzeti Kegyhely annak a példa nélküli eseményeknek köszönheti zarándoklatait, hogy Máriapócson két ikon három különböző időpontban könnyezett. Az első 1696. november 4-én történt. A püspök jegyzőkönyvezte az eseményt és nemcsak görögkatolikusok írták alá hanem protestánsok is. A kegyképet az osztrák császár a Szent István-székesegyházba Bécsbe viteti. Másolatok készültek róla és egyet megkapott Máriapócs is. Míg a Bécsbe vitt ikon soha többé nem, a másolat viszont újra könnyezett Máriapócson, 1715. augusztus 1-én. 2-án és 5-én is. Legutóbb 1905. december 3-án kezdett könnyezni és december 19-ig folyamatosan könnyezett, majd még két napot december 30-án és 31-én.

## A kegyhely területei
- A máriapócsi kegytemplomnak, 1948-ban XII. Pius pápa basilica minor címet adományozott. Az oltár mellett üvegtárolók vannak, amikbe azoknak a zarándokoknak, hívőknek a botjait, mankóit tették, amelyeket csodás gyógyulásuk emlékezetére hagytak itt. A szószék mellett egy pár bilincs látható. Ennek az a története, hogy egy szomszédos faluban történt gyilkosság gyanúja egy helybéli férfira terelődött. Ártatlan volt, de halálra ítélték. Utolsó kívánsága az volt, hogy engedjék meg, hogy imádkozhasson a pócsi templomban. A bilincs leesett róla, amikor belépett oda, ennek hatására felmentették és megmenekült a kivégzéstől.
- Zarándokház közel van a templomhoz, több mint száz főt tudnak elszállásolni.
- Fatemplom. Az eredeti régi, 17. századi fatemplomhoz feltételezhetően hasonlót építettek fel 2011-re. Alapkövét 2010. október elsején, az Istenszülő oltalmának emléknapján tették le.

## Búcsúk, zarándoklatok
A kegyhelynek három fő búcsúja van:
- Szent Illés napja július 20.
- Nagyboldogasszony napja augusztus 15.
- Kisboldogasszony napja szeptember 8.

Az ünnepek búcsújárásain kívül a többi búcsút társadalmi rétegek szerint osztották be. Így az óvodások és özvegyek; motorosok és anyák; ifjúsági és házastársi búcsúkat is tartanak, melyet az évenként meghirdetett csoportos búcsúnaptár szabályoz.
A csoportos zarándokok, egyeztetés alapján látogatják a kegyhelyt. A közösségek között megtalálhatók iskolák és tantestületük, lelkigyakorlatos csoportok, házas hétvégék, ifjúsági búcsúk, művelődési konferenciák, külföldről érkező zarándokcsoportok is.
A zarándokok emléknapokra is összegyűlnek. Ilyenek Máriapócson a könnyező ikonok emléknapjai:
- Első könnyezés
- Második könnyezés
- Harmadik könnyezés (december 3.)

## Európai Máriás Háló
Az Európai Máriás Hálóban minden ország egy Mária-kegyhelyeket delegálhatott. A 19 országot tömörítő hálózatban Magyarországot Máriapócs képviseli.

## Pápai látogatás
Szent II. János Pál pápa 1991. augusztus 18-án látogatta meg a kegyhelyet, ahol keleti rítusú szentmisét pontifikált. Ennek emlékére díszes bronzkaput kapott a kegytemplom.